# Fladen Fishing
Fladen Fishing Aktiebolag är ett svenskt partihandel- och tillverkningsföretag som utvecklar, designar, tillverkar och distribuerar sportfiskeutrustningar och flytoveraller. De är Sveriges största svenskägda partihandelsföretag i den specifika branschen.
Varbergsbon Lennart Bengtsson var en fiskeentusiast, som utvecklade sin hobbyverksamhet till ett företag, Elbe Fishing, vilket utvecklats till det nuvarande partihandelsföretaget. 
Tillsammans med sonen Roland Bengtsson var han initiativtagare till Fladen Fishing Festival, som årligen samlar deltagare från hela landet.